# Libérie na letních olympijských hrách
Libérie na letních olympijských hrách startuje od roku 1956. Toto je přehled účastí, medailového zisku a vlajkonošů na dané sportovní události.

## Účast na Letních olympijských hrách
| Dějiště LOH            | LOH      | Vlajkonoš                        | Zlatá medaile | Stříbrná medaile | Bronzová medaile | Celkem |
| ---------------------- | -------- | -------------------------------- | ------------- | ---------------- | ---------------- | ------ |
| 1956 Melbourne         | LOH 1956 | nebyl                            |               |                  |                  | 0      |
| 1960 Řím               | LOH 1960 | nebyl                            |               |                  |                  | 0      |
| 1964 Tokio             | LOH 1964 | nebyl                            |               |                  |                  | 0      |
| 1968 Ciudad de México  | 1968     |                                  |               |                  |                  | Ne     |
| 1972 Mnichov           | LOH 1972 | Thomas Howe                      |               |                  |                  | 0      |
| 1976 Montréal          | 1976     |                                  |               |                  |                  | Ne     |
| 1980 Moskva            | 1980     |                                  |               |                  |                  | Ne     |
| 1984 Los Angeles       | LOH 1984 | Wallace Obey                     |               |                  |                  | 0      |
| 1988 Soul              | LOH 1988 | nebyl                            |               |                  |                  | 0      |
| 1992 Barcelona         | 1992     |                                  |               |                  |                  | Ne     |
| 1996 Atlanta           | LOH 1996 | Kouty Mawenh                     |               |                  |                  | 0      |
| 2000 Sydney            | LOH 2000 | Kouty Mawenh                     |               |                  |                  | 0      |
| 2004 Athény            | LOH 2004 | Gladys Thompson                  |               |                  |                  | 0      |
| 2008 Peking            | LOH 2008 | Jangy Addy                       |               |                  |                  | 0      |
| 2012 Londýn            | LOH 2012 | Phobay Kutu-Akoi                 |               |                  |                  | 0      |
| 2016 Rio de Janeiro    | LOH 2016 | Emmanuel Matadi                  |               |                  |                  | 0      |
| 2020 Tokio             | LOH 2020 | Ebony Morrison Joseph Fahnbulleh |               |                  |                  | 0      |
| 2024 Paříž             | LOH 2024 |                                  |               |                  |                  | x      |
| Celkem                 | 13       |                                  | 0             | 0                | 0                | 0      |
| Zdroj na Olympedia.org |          |                                  |               |                  |                  |        |